# روزاليا ليلكس
روزاليا ليلكس (بالمجرية: Lelkes Rozália)‏ مواليد 14 أغسطس 1950 في كيزتيلي، المجر، هي لاعبة كرة يد مجرية معتزلة. مثلت منتخب المجر لكرة اليد للسيدات في 172 مباراة. شاركت في دورة الألعاب الأولمبية الصيفية سنة 1976.

## سجل المنافسة
شاركت في البطولات التالية:
- بطولة العالم لكرة اليد للسيدات 1971
- بطولة العالم لكرة اليد للسيدات 1973
- بطولة العالم لكرة اليد للسيدات 1975
- بطولة العالم لكرة اليد للسيدات 1978

## الميداليات
| الميدالية | المسابقة                            |
| --------- | ----------------------------------- |
| برونزية   | الألعاب الأولمبية الصيفية 1976      |
| برونزية   | بطولة العالم لكرة اليد للسيدات 1971 |
| برونزية   | بطولة العالم لكرة اليد للسيدات 1975 |
| برونزية   | بطولة العالم لكرة اليد للسيدات 1978 |

## روابط خارجية
- روزاليا ليلكس على موقع اللجنة الأولمبية الدولية (الإنجليزية)
- روزاليا ليلكس على موقع أوليمبيديا (الإنجليزية)
- روزاليا ليلكس على موقع اللجنة الأولمبية المجرية (الهنغارية)